# Karneval
Karneval (lat. caro 'meso' i levare 'dignuti') ili poklade svečano je razdoblje prije korizme u kojem se priređuju povorke maškara, kostimirani i maskirani plesovi.
U Hrvatskoj se uz karneval spominju mesopust, poklade ili fašnik (od njem. Fastnacht, 'noć posta') koji su vezaniji uz određene krajeve ili mjesta te njihove običaje, a često se u prerušavanju moraju poštivati pravila i rituali. Osim tih naziva u uporabi su i krnjeval, krnoval, pokladi, pust, fašnjek, mačkare ili maškare. Pokladni ophodnici također se nazivaju raznovrsnim nazivima poput maskara, mačkara, fašenka, pusta, dida, pesnika i ostalih naziva koji se razlikuju od mjesta do mjesta, a skupine imenima poput zvončara, baba, pokladara, maškura i drugih. Pokladni nazivi ponekad označuju više pojmova.
Karnevalske svečanosti obično uključuju maskirane povorke i plesove, bakljade, vatromete, obasipanje cvijećem, konfetima i korijandolima te na kraju svečano spaljivanje ili pokapanje velike lutke, personifikacije princa karnevala.
Najvjerojatnije se razvio iz rimskih bakanalija, luperkalija i saturnalija, ali utemeljen je i na magijskom vjerovanju u izgon zlih sila i protjerivanje zime. Ima i društveno značenje jer se lakrdijašenjem često očituje i društvena kritika.
Karnevali se slave svugdje po svijetu, uglavnom u područjima s većinskim katoličkim stanovništvom, dok se kod pripadnika Istočnih Crkava slično slavi Maslenica. Protestanti ih uglavnom ne održavaju ili su ih prilagodili u druge običaje kao što je Danski karneval Fastelavn.

## Poznati karnevali u svijetu
Brazilski karneval povezan je sa sambom i obilježavaju ga najveće povorke na svijetu. Najveći su u gradovima Rio de Janeiro, Sao Paulo i Salvador. Privlače veliki broj posjetitelja: karneval u Riju 2011. godine privukao je 4,9 milijuna posjetitelja, od čega čak 400 000 stranaca.
U Italiji je najpoznatiji Venecijanski karneval koji je zabilježen još 1268. godine. Mletačke vlaste pokušavale su zakonima urediti i ograničiti nošenje raskošnih maski.
Karneval Binche izvodi se tijekom pokladne nedjelje, ponedjeljka i utorka (mesopusta) prije Čiste srijede, u belgijskom gradu Binche (Hainaut). Svake godine, prije korizme, povijesno sreDište Binchea postaje pozornicom karnevala koji privlači veliki broj posjetitelja. Također, star oko 600 godina, karneval Aalst (Istočna Flandrija) se slavi kao jedan od najstarijih europskih uličnih karnevala.
Schemenlaufen (njem. za „pokrenute prikaze”) je karnevalska povorka koja se svake četiri godine održava u Imstu (Austrija) tijekom pokladne nedjelje (fasnacht, tj. mesopust) prije Čiste srijede kojom započinje korizma. Sastoji se od povorke maskiranih plesača u parovima od kojih jedan nosi rotirajuća zvona (Roller), a drugi velika zvona teška do 35 kg
Češki mesopust traje od Bogojavljanja do Pepelnice, a uz regionalne odlike najpoznatiji su pokladni obilasci maškara u području Hlinecka.
U Mađarskoj je najpoznatiji Pohod bušara u gradu Mohaču koji su započeli Šokački Hrvati, a kojim se svečano obilježava kraj zime.

## Karnevali u Hrvatskoj
U Hrvatskom primorju se na Sveta tri kralja najavljuju maškare. U istočnome dijelu riječkoga područja maškarane povorke kreću prvu subotu nakon blagdana Bogojavljenja, a u zapadnome kreću na blagdan sv. Antona, odnosno zvuk Antonjskog roga koji time najavljuje Mesopust. Završava na sam Fašnički dan, kad u gornjoj Hrvatskoj djeca u maskama obilaze susjedstvo, a to je dan prije Pepelnice.

### Antonja u Kastvu
U Gradu Kastvu posebno se obilježava početak poklada 17. siječnja, Antonja. Četiri pusna odbora predstavljaju svoj pusni (pokladni) program i svoga pusta kojeg za kraj poklada na čistu sredu osuđuju i spaljuju. Svaka se grupa predstavlja angažiranim, satiričkim programom, a najboljoj prošlogodišnjoj maškari dodjeljuje se diploma Zlatna broskva. U selu Spinčići organizira se Balinjera spust na kojoj se maškare spuštaju nizbrdicom na kolicima napravljenim posebno za tu prigodu.

### Buše u Baranji
U Baranji se maskirani sudionici pokladne proslave nazivaju buše koji izlaze tek u pokladni ponedjeljak i utorak. Dijele na lijepe i strašne. Strašne buše imaju zamaskiranu glavu i lice, na tijelu dugačak kožuh preokrenut tako da je runo na vanjskoj strani, te oko pojasa remen na kojemu visi klepka i na nogama bijele platnene gaće napunjene slamom svezane ispod koljena, a umjesto cipela čizme ili opanci. Strašni buše u rukama nose štap ili sablju i zvono. Lipe buše su mlađi momci i djevojke obučeni u narodnu nošnju i to često kao suprotni spol. Prati ih nemaskirana glazba i posjećuju svaku kuću gdje nema smrtnog slučaja. Darovima koje prime kasnije plaćaju svirače. Očita je sličnost u običajima, pa tako i maskiranju i prerušavanju, Hrvata Šokaca u hrvatskom i mađarskom dijelu Baranje, gdje se u Mohaču održava tzv. Pohod bušara.

### Međimurski fašnik
Međimurski fašnik se održava od 1954. godine i u tri dana gradom Čakovcem prođe više od 2.000 izvođača iz cijele Hrvatske i inozemstva, a program je podijeljen na svjetovni, dječji i tradicijski fašnik.

### Novljanski mesopust
Novi Vinodolski je sačuvao mesopusne narodne običaje koji započinju u četvrtak tri tjedna prije Pepelnice tijekom kojega se nižu brojni događaji po znanim i brižno održavanim tradicijskim pravilima kao što su tri mesopusna četvrtka i mesopustari - grupa mladića predvođena advitorom, napovidaju ženidbu starih udovaca i udovica. Vrhunac je u noći treće mesopusne subote kada se misi (izrađuje) i krsti mesopust - lutka od slame koja predstavlja lijepo odjevenog muškarca koji sjedi na visokom stolcu i s polucilindrom na glavi. On se postavlja kukama na zidu kaštela ("na travicu") iznad trga na kojem se igra kolo. On će biti u zatvoru ("v reštu") i na kraju će biti osuđen. Posebna svečanost za oko je novljansko kolo u narodnoj nošnji predvođeno sopnjom sopila i pivačima kola, a koje se igra tri glavna mesopusna dana - u nedjelju, ponedjeljak i utorak prije Pepelnice, na trgu ispred kaštela, sve do večernjih sati.

### Paški litnji karneval
Najstariji hrvatski ljetni karneval, a održava se od 1960.

### Samoborski fašnik
Samoborski fašnik najvažnija je i najveća turističko zabavna manifestacija Grada Samobora. S tradicijom koja traje još od 20-tih godina 19. stoljeća među najstarijim je i najvećim hrvatskim pokladnim svečanostima. Danas je to moderni festival maski koji uspješno njeguje tradiciju i omiljeno je odredište Zagrepčana i ostalih gostiju, a za vrijeme njegova održavanja Samobor posjeti i do 200.000 gostiju.

### Šmričke mačkare
Udruga mačkar u Šmriki osnovana je 1997. godine, ali nepisana tradicija postoji mnogo više, čak kako neki stariji mještani kažu, i prije 1900. godine. Svake godine mačkare počinju prvu subotu poslije Sveta tri kralja, te traju sve do početka korizme tj. pepelnice. Svake subote dok traju mačkare, šmrički mačkaroni obilaze Šmriku po staroj tradiciji "istjerivanja duhova". Isto tako, svake subote na večer održavaju se "mačkarani tanci" u Društvenom domu Ivica Turina u Šmriki. Mačkare završavaju tradicionalnim spaljivanjemu pusta na pusni utorak u pol noći.
Svake zime, Šmričke mačkare odlaze na karnevale u Rijeci, Crikvenici i Ivanić-Gradu, te isto tako svako ljeto gostuju na sve više ljetnih karnevala. Ljetni karnevali na kojima su do sada bili, održavaju se u: Novom Vinodolskom, Senju i Fužinama.

### Zvončari
Područje Kastavštine bogato je Zvončarima, koji su najpoznatiji ophodnici stočarske pokladne magije u Hrvatskoj. Zvončari s istočnoga dijela Kastavštine - Halubja (Viškovo, Marčelji, Zamet) opremljeni su maskama životinjskog izgleda, ogrnjeni okrenutom ovčjom kožom, s jednim ili s tri zvona oko pasa. Zvončari zapadne Kastavštine (Rukavac, Zvoneća, Brgud, Vlahov Breg, Mučići, Frlani...) umjesto maski životinjskog izgleda nose klobuke pokrivene papirnatim cvijećem, a zvončari podno ćićarijskih obronaka, iz Muna i Žejana, svoja oglavlja opremaju raznobojnim papirnatim trakama.
Uz Halubajske zvončare (Marčelji i Viškovo), djeluje još nekoliko skupina iz Brega, Brguda, Mučića, Muna, Rukavca, Zameta, Zvoneća i Žejana. U novije vrijeme i s područja Grobnišćine koju obhajaju Grobnički dondolaši.

## Hrvatsko iseljeništvo
Gradišćanski Hrvati u predkorizmeno vrijeme održavaju mesopuste, fašnike i balove.
Pokladni vikend Hrvati u Vojvodini obilježavaju sudjelovanjem na karnevalima (pr. Petrovaradinskom karnevalu), pokladnim jahanjem i balovima (Bunjevačko-šokački bal u Somboru, Gupčev bal u Tavankutu). Bački Hrvati obilježavaju Debo četvrtak („debeli četvrtak”), posljednji prije početka korizme, tako što se tijekom dana jede devet puta, a kao deveto jelo jedu se fanci (krafne), kao pripremu za četrdesetodnevni korizmeni post. Uz fanke, peku se i različiti kolači (gibanice, listići i ini). Bunjevci održavaju pokladna prela pa tako Zajednicu protjeranih Hrvata iz Srijema, Bačke i Banata i Društvo vojvođanskih i podunavskih Hrvata održavaju Bunjevačko prelo u Zagrebu.

## Vanjske poveznice
- Dragić, Marko: Velike poklade u folkloristici Hrvata Croatica et Slavica Iadertina, 8 (1).